# Радановци (Косјерић)
Радановци су насеље у Србији у општини Косјерић у Златиборском округу. Према попису из 2022. било је 274 становника.
Кадрови култног филма Жикина династија снимани су у овом селу.

## Демографија
У насељу Радановци живи 457 пунолетних становника, а просечна старост становништва износи 45,4 година (43,2 код мушкараца и 47,7 код жена). У насељу има 167 домаћинстава, а просечан број чланова по домаћинству је 3,18.
Ово насеље је великим делом насељено Србима (према попису из 2002. године), а у последња три пописа, примећен је пад у броју становника.
|  |

| Демографија | Демографија | Демографија |
| Година      | Становника  | Становника  |
| ----------- | ----------- | ----------- |
| 1948.       | 1.027       |             |
| 1953.       | 1.015       |             |
| 1961.       | 991         |             |
| 1971.       | 882         |             |
| 1981.       | 767         |             |
| 1991.       | 650         | 649         |
| 2002.       | 531         | 532         |

| Етнички састав према попису из 2002.‍ | Етнички састав према попису из 2002.‍ | Етнички састав према попису из 2002.‍ | Етнички састав према попису из 2002.‍ | Етнички састав према попису из 2002.‍ |
| ------------------------------------ | ------------------------------------ | ------------------------------------ | ------------------------------------ | ------------------------------------ |
|                                      |                                      |                                      |                                      |                                      |
| Срби                                 | Срби                                 |                                      | 524                                  | 98,68%                               |
| Црногорци                            | Црногорци                            |                                      | 1                                    | 0,18%                                |
| Југословени                          | Југословени                          |                                      | 1                                    | 0,18%                                |
| непознато                            | непознато                            |                                      | 1                                    | 0,18%                                |

| Година пописа     | 1948. | 1953. | 1961. | 1971. | 1981. | 1991. | 2002. |
| ----------------- | ----- | ----- | ----- | ----- | ----- | ----- | ----- |
| Број домаћинстава | 208   | 207   | 220   | 215   | 207   | 191   | 167   |

| Број чланова      | 1  | 2  | 3  | 4  | 5  | 6  | 7 | 8 | 9 | 10 и више | Просек |
| ----------------- | -- | -- | -- | -- | -- | -- | - | - | - | --------- | ------ |
| Број домаћинстава | 32 | 42 | 31 | 15 | 29 | 12 | 3 | 3 | 0 | 0         | 3,18   |

| Пол    | Укупно | Неожењен/Неудата | Ожењен/Удата | Удовац/Удовица | Разведен/Разведена | Непознато |
| ------ | ------ | ---------------- | ------------ | -------------- | ------------------ | --------- |
| Мушки  | 240    | 73               | 145          | 12             | 8                  | 2         |
| Женски | 235    | 29               | 146          | 59             | 1                  | 0         |
| УКУПНО | 475    | 102              | 291          | 71             | 9                  | 2         |

| Пол    | Укупно                    | Пољопривреда, лов и шумарство | Рибарство                            | Вађење руде и камена | Прерађивачка индустрија       |
| ------ | ------------------------- | ----------------------------- | ------------------------------------ | -------------------- | ----------------------------- |
| Мушки  | 152                       | 110                           | 0                                    | 1                    | 16                            |
| Женски | 62                        | 52                            | 0                                    | 0                    | 5                             |
| УКУПНО | 214                       | 162                           | 0                                    | 1                    | 21                            |
| Пол    | Производња и снабдевање   | Грађевинарство                | Трговина                             | Хотели и ресторани   | Саобраћај, складиштење и везе |
| Мушки  | 2                         | 7                             | 2                                    | 0                    | 6                             |
| Женски | 0                         | 0                             | 2                                    | 1                    | 0                             |
| УКУПНО | 2                         | 7                             | 4                                    | 1                    | 6                             |
| Пол    | Финансијско посредовање   | Некретнине                    | Државна управа и одбрана             | Образовање           | Здравствени и социјални рад   |
| Мушки  | 0                         | 3                             | 2                                    | 0                    | 2                             |
| Женски | 0                         | 0                             | 0                                    | 0                    | 2                             |
| УКУПНО | 0                         | 3                             | 2                                    | 0                    | 4                             |
| Пол    | Остале услужне активности | Приватна домаћинства          | Екстериторијалне организације и тела | Непознато            | Непознато                     |
| Мушки  | 0                         | 0                             | 0                                    | 1                    | 1                             |
| Женски | 0                         | 0                             | 0                                    | 0                    | 0                             |
| УКУПНО | 0                         | 0                             | 0                                    | 1                    | 1                             |